# O Diário da Princesa (filme)
The Princess Diaries (bra/prt: O Diário da Princesa) é um filme de comédia estadunidense de 2001 produzido pela cantora e atriz Whitney Houston e dirigido por Garry Marshall. Baseia-se no romance de mesmo nome lançado em 2000 de Meg Cabot. Estrelado pela novata Anne Hathaway (sua estreia no cinema) como Mia Thermopolis, uma adolescente que descobre que é a herdeira do trono do Reino fictício de Genovia, governado por sua avó, a rainha viúva Clarisse Rinaldi, como retratado pela atriz e cantora Julie Andrews. Ele também é estrelado por Heather Matarazzo como a melhor amiga de Mia, Lilly Moscovitz, Héctor Elizondo como Joseph, chefe da segurança da rainha, e Robert Schwartzman como irmão de Lilly, Michael, que tem uma queda por Mia.
Lançado nos cinemas norte-americanos em 3 de agosto de 2001, o filme alcançou a posição #3 na bilheteria. O Diário da Princesa foi um sucesso comercial, arrecadando $165,335,153 em todo o mundo. A sequência, The Princess Diaries 2: Royal Engagement, foi lançado em agosto de 2004.

## Sinopse
Mia é uma garota de 15 anos que vive com sua mãe em São Francisco. Tímida, insegura e desajeitada, ela acredita que seu único objetivo na vida é ser invisível. Ela é apaixonada por Josh Bryant, um dos garotos mais bonitos e vaidosos do colégio, mas ele namora Lana Thomas, uma líder de torcida fútil e arrogante que tem como passatempo zombar de Mia, e ainda tem que lidar com a situação de sua mãe namorar um de seus professores. Esse pensamentos e situações mudam radicalmente quando ela conhece Clarisse Rinaldi, sua avó recém-descoberta ,que é rainha de Genóvia, um pequeno reino na Europa, e que quer a todo custo colocar Mia no trono do país, já que seu filho e pai de Mia, Phillipe, era o príncipe governador de Genóvia, antes de morrer. Assim, Clarisse passa a dar aulas de etiqueta para Mia, ensinando-a como se deve portar uma princesa. Assustada com a descoberta, Mia acaba revelando seu segredo para a desajustada Lilly Moscovitz, sua melhor amiga; e Michael, irmão mais velho de Lilly e apaixonado por Mia. O segredo porém acaba sendo revelado por um dos funcionários de Clarisse, colocando então a pacata vida de Mia Thermopolis de cabeça para baixo. Conforme se aproxima a data de seu aniversário, ela precisa definir que caminho pretende tomar em sua vida: tornar-se uma princesa e se mudar para Genóvia ou permanecer morando com a mãe.

## Elenco
- Anne Hathaway .... Amelia Mignonette Grimaldi Thermopolis Rinaldi
- Julie Andrews ....  Rainha Clarisse Rinaldi
- Hector Elizondo ....  Joe Mindlentton
- Heather Matarazzo ....  Lilly Moscovitz
- Mandy Moore ....  Lana Thomas
- Caroline Goodall ....  Helen Thermopolis
- Robert Schwartzman ....  Michael Moscovitz
- Lauren Maltby .... Ashley
- Larry Miller ... Paolo
- Erik von Detten ....  Josh Bryant
- Patrick Flueger ....  Jeremiah Hart
- Sean O'Bryan ....  Professor Patrick O'Connell
- Kathleen Marshall ....  Charlotte Kutaway
- Mindy Burbano ....  Sra. Harbula, professora de Educação Física
- Kimleigh Smith .... Wells
- Beth Anne Garrison .... Anna

## Produção
O filme foi produzido por Whitney Houston e Debra Martin Chase e dirigido por Garry Marshall. Anne Hathaway foi contratada para o papel de Mia, pois as netas de Garry Marshall viram sua fita de audição e disseram que ela tinha o melhor aspecto "cabelo de princesa". Segundo Hathaway, a primeira escolha para o papel de Mia Thermopolis era Liv Tyler, mas o estúdio preferiu lançar rostos desconhecidos.[carece de fontes?]
Héctor Elizondo, que aparece em todos os filmes que Marshall dirige, interpreta Joe, o chefe da segurança de Genovia. A filha de Garry Marshall, Kathleen, interpreta Charlotte Kutaway , a secretária de Clarisse. Apelido de Charlotte é mencionada apenas nos créditos, e Garry Marshall diz que é uma referência à forma como ela é muitas vezes usado em tomadas de fraque. Em uma cena, o grupo da vida real de Robert Schwartzman, Rooney, faz um cameo tocando uma banda de garagem chamada Flypaper, cujo vocalista é Michael, interpretado por Schwartzman. A turista do carro turístico foi retratado por Kathy Garver.
Héctor Elizondo treinou basquetebol durante horas e sozinho, na chuva, para os poucos segundos mostrados no filme.
O local nos Estúdios Disney, em Burbank, onde foram realizadas as filmagens de O Diário da Princesa, são os mesmos onde foram realizadas as filmagens de Mary Poppins, em 1964. As locações receberam o nome Julie Andrews em homenagem à atriz, que estrelou os dois filmes.
O livro foi ambientado em Nova York, mas a localização do filme foi mudado para São Francisco. Personalidades de rádio da costa oeste Mark & Brian aparecem como eles mesmos.

## Recepção
O filme estreou em 2,537 cinemas na América do Norte e arrecadou $22,862,269 em sua semana de estreia. O filme arrecadou $165,335,153 mundialmente—$108,248,956 na América do Norte e $57,086,197 em outros territórios.

### Resposta da crítica
O filme recebeu críticas mistas dos críticos. Rotten Tomatoes relata que 47% de 113 críticos de cinema deram ao filme uma revisão positiva, com uma avaliação média de 5,2 em 10. Metacritic, que atribui uma pontuação média ponderada de 100 a opiniões de críticos convencionais, que dá ao filme uma pontuação de 52 com base em 27 avaliações.

### Prêmios e indicações
Recebeu uma indicação no MTV Movie Awards, na categoria de Melhor Revelação Feminina, para Anne Hathaway.